# Radia Perlman

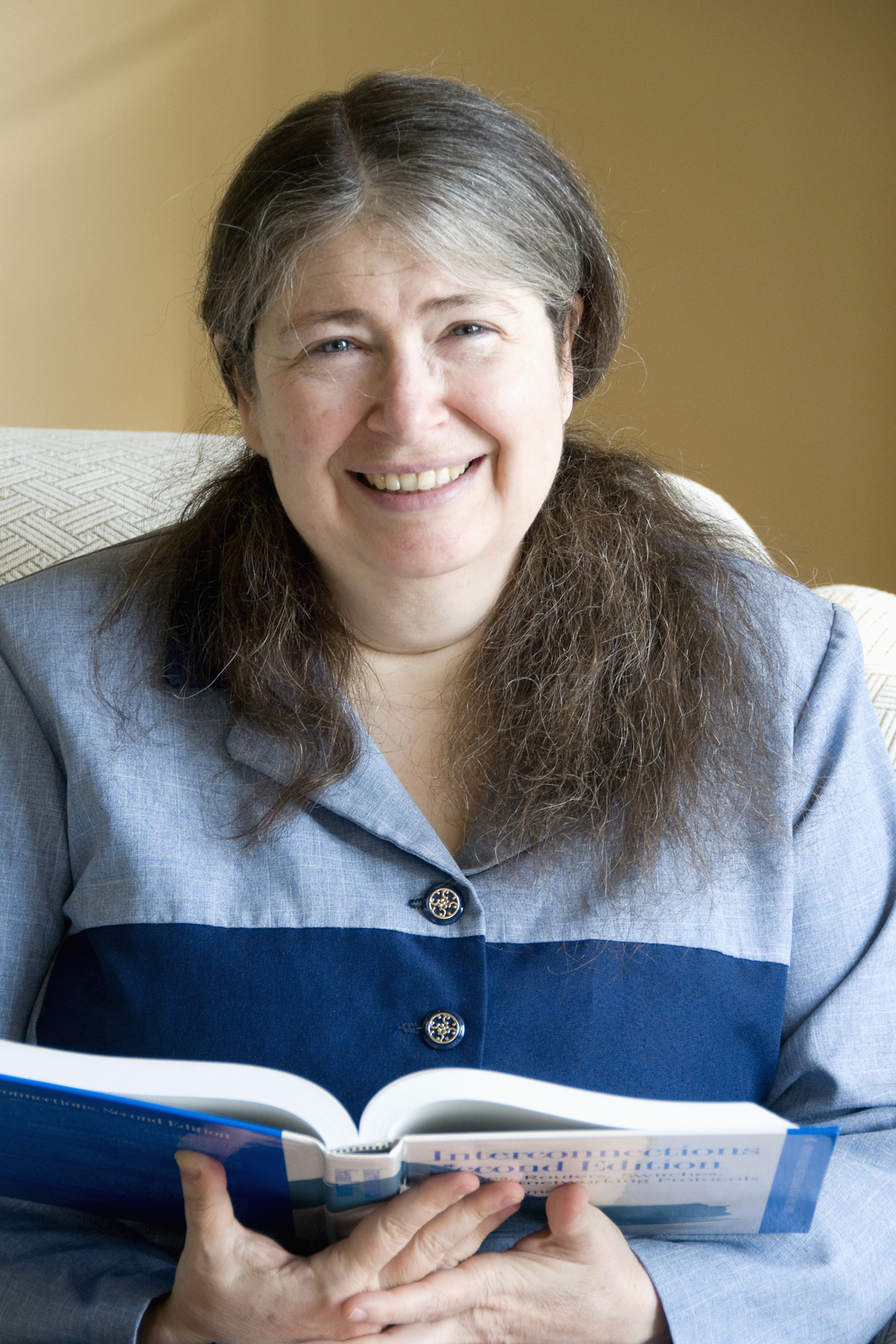
Radia Perlman 2009

Radia Perlman (* 18. Dezember 1951 in Portsmouth) ist eine amerikanische Softwareentwicklerin und Netzwerktechnikerin.

## Leben und Wirken
Manchmal wird Radia Perlman als „Mutter des Internets“ bezeichnet. Berühmt ist sie für ihre Erfindung des Spanning Tree Protocol, das elementar für den Ablauf der network bridges ist. Weiterhin leistete sie beträchtliche Beiträge in vielen weiteren Bereichen von Netzwerkdesign und -standardisierung, wie z. B. den link-state protocols. Sie erhielt einen Bachelor und Master in Mathematik sowie einen Ph.D. in Computer Science des MIT. Ihre Doktorarbeit am MIT befasst sich mit dem Thema Routing bei schwerwiegenden Netzwerkfehlern und bildet die Basis für den Großteil der Arbeiten auf diesem Gebiet.
Perlman veröffentlicht wissenschaftliche Artikel, ist Buchautorin und Herausgeberin der Radia Perlman Series in Computer Networking and Security. Zurzeit (2023) ist sie angestellt bei Dell. Sie ist Erfinderin von mehr als 38 Patenten alleine bei Sun Microsystems.

## Auszeichnungen
- Ehrendoktorwürde der Königlich Technischen Hochschule Stockholm (KTH). (KTH-EKOT Archives), 28. Juni 2000

- Silicon Valley Inventor of the year, 28. April 2004[3]
- USENIX Lifetime Achievement Award 2006[4]
- SIGCOMM Award 2010[5]
- 2014 Internet Hall of Fame
- 2016 National Inventors Hall of Fame
- 2016 Fellow der Association for Computing Machinery

## Veröffentlichungen
- mit Charlie Kaufman und Ray Perlner: Privacy-preserving DRM. In: Proceedings of the 9th Symposium on Identity and Trust on the Internet. ACM, New York, NY, USA 2010, ISBN 978-1-60558-895-7, S. 69–83, doi:10.1145/1750389.1750399.
- mit Yang Tang, Patrick P. C. Lee und John C. S. Lui: FADE: Secure Overlay Cloud Storage with File Assured Deletion. In: Jajodia, Sushil, Zhou, Jianying (Hrsg.): Security and Privacy in Communication Networks (= Lecture Notes of the Institute for Computer Sciences, Social Informatics and Telecommunications Engineering). Band 50. Springer, Berlin/Heidelberg 2010, ISBN 978-3-642-16160-5, S. 380–397, doi:10.1007/978-3-642-16161-2_22.
- mit Charlie Kaufman: User-centric PKI. In: Proceedings of the 7th symposium on Identity and trust on the Internet. ACM, New York, NY, USA 2008, ISBN 978-1-60558-066-1, S. 59–71, doi:10.1145/1373290.1373300.
- mit Charlie Kaufman und Mike Speciner: Network Security: PRIVATE Communication in a PUBLIC World. 1. Auflage. Prentice-Hall, 1995, ISBN 0-13-061466-1.
- Bridges, Router, Switches und Internetworking-Protokolle. 1. Auflage. Addison-Wesley, 2003, ISBN 3-8273-2093-3.
- Interconnections. Bridges und Router. 2., überarb. Auflage. ISBN 3-89319-718-4.
- mit Suchitra Raman: Techniques for Making IP Multicast Simple and Scalable. In: Rizzo, Luigi, Fdida, Serge (Hrsg.): Networked Group Communication (= Lecture Notes in Computer Science). Volume 1736. Springer, Berlin/Heidelberg 1999, ISBN 3-540-66782-2, S. 270–285, doi:10.1007/978-3-540-46703-8_17.
- als Herausgeberin: Radia Perlman Series in Computer Networking and Security. (Buchreihe)